# Gruta do Mistério da Silveira 3
A Gruta do Mistério da Silveira III é uma gruta portuguesa localizada na freguesia das Lajes, concelho das Lajes do Pico, ilha do Pico, arquipélago dos Açores.
Esta cavidade apresenta uma geomorfologia de origem vulcânica em forma de tubo de lava localizado em campo de lava.